# Metal Moshing Mad
Metal Moshing Mad är ett musikalbum av svenska thrash metal-bandet F.K.Ü. Albumet återsläpptes 2007 med bandet första demo "Beware of the Evil Ünderwear" som bonusspår.

## Låtar
1. "Into the Pits of F.K.Ü."
2. "Metal Moshing Mad"
3. "Maniac"
4. "Deutchland"
5. "Stome and Shake (Crystal Lake)"
6. "You Stink"
7. "Dug-Out Sucks"
8. "Beware! (Of the Evil Ünderwear)"
9. "F.K.Ü. (Coming for You)"
10. "Bus Bitch Die
11. "Tear Your Soul Apart II"
12. "Bus Bitch Die Pt. 2"
13. "He Saw Her Today"
14. "Unstoppable Force (Extended Version)"
15. "Mackrory Mosh"
16. "Beware! Pt. 2"
17. "Michael Myers Costume Party
18. "Cut Your Hair"
19. "Horror Metal Man"
20. "Die Some More"
21. "Metooaahl©"
22. "Mosh Under Pressure"